# West Sunbury
West Sunbury és una població dels Estats Units a l'estat de Pennsilvània. Segons el cens del 2000 tenia 104 habitants.

## Demografia
Segons el cens del 2000, West Sunbury tenia 104 habitants, 42 habitatges, i 25 famílies. La densitat de població era de 401,5 habitants per km².
Dels 42 habitatges en un 33,3% hi vivien nens de menys de 18 anys, en un 47,6% hi vivien parelles casades, en un 14,3% dones solteres, i en un 38,1% no eren unitats familiars. En el 31% dels habitatges hi vivien persones soles el 14,3% de les quals corresponia a persones de 65 anys o més que vivien soles. El nombre mitjà de persones vivint en cada habitatge era de 2,48 i el nombre mitjà de persones que vivien en cada família era de 3,19.
Per edats la població es repartia de la següent manera: un 26,9% tenia menys de 18 anys, un 7,7% entre 18 i 24, un 27,9% entre 25 i 44, un 22,1% de 45 a 60 i un 15,4% 65 anys o més.
L'edat mediana era de 36 anys. Per cada 100 dones de 18 o més anys hi havia 76,7 homes.
La renda mediana per habitatge era de 25.625$ i la renda mediana per família de 33.750$. Els homes tenien una renda mediana de 27.000$ mentre que les dones 15.750$. La renda per capita de la població era de 12.643$. Entorn del 14,8% de les famílies i el 21,3% de la població estaven per davall del llindar de pobresa.

## Poblacions més properes
El següent diagrama mostra les poblacions més properes.